# 兵庫県道21号神戸明石線
兵庫県道21号神戸明石線（ひょうごけんどう21ごう こうべあかしせん）は、兵庫県神戸市中央区から明石市を結ぶ県道（主要地方道）である。一部区間では国道28号と重複している。

## 概要
起点から長田交差点までは国道2号の旧道である。
なお、国道2号の経路は、昭和37年11月19日付建設省告示第2908号において現在の経路に変更され,変更前の国道2号の経路は、三宮東交差点を西進し、県道21号神戸明石線から国道28号を経て現国道2号の東尻池交差点へと至るルートである。
長田交差点から阪神高速3号神戸線との交差までは西国街道である。
元町駅付近（鯉川筋との交差点）から西元町駅付近（元町6交差点）までの区間は西向きの一方通行である（元々は双方向通行可能だったので、一部区間では中央分離帯がそのまま残っている）。当該区間を東側に通行する場合はJR神戸線を挟んで北側に並行する神戸市道若菜神戸駅線（通称:サンセット通り。東向き一方通行）を利用する。
阪神高速3号神戸線高架付近から月見山ランプを経て第二神明道路名谷ICまでの区間は阪神高速3号神戸線・第二神明道路と並行している。
第二神明道路名谷ICから大蔵谷ICまでは国道2号第二神明道路との重複区間である。名谷インター交差点から垂水区の多聞町大門交差点を抜けて伊川谷町漆山までの道路は市道であるが、混同されやすい。なお、先の市道のうち、名谷町交差点からゴルフ場付近までの勾配道路も地元では通称「七曲がり区間」と呼んでいる。狭隘道路の区間もあるため通勤時間帯や週末などは常に渋滞気味である。
須磨離宮付近以西の区間を地元では専ら「旧神明」と呼んでいる。

### 路線データ
- 起点：神戸市中央区小野柄通（三宮東交差点、国道2号交点・国道171号終点）
- 終点：明石市小久保（小久保交差点、国道2号・国道250号交点）
- 総延長：25.2 km

## 歴史
- 1993年（平成5年）5月11日 - 建設省から、県道神戸明石線が神戸明石線として主要地方道に指定される[1]。

## 路線状況

### 通称
- 多聞通（楠木正成〈多聞丸〉の墓の湊川神社から）
- 大開通（新開地交差点から長田交差点の間）
- 中央幹線（三宮東交差点から須磨橋東詰交差点の間）
- 旧神明・第1神明・放射道路（現オートバイク製造の川崎重工業の飛行機の滑走路使用のため）など

### 重複区間
- 国道28号（神戸市中央区多聞通 - 神戸市長田区北町・長田交差点）
- 兵庫県道65号神戸加古川姫路線（神戸市須磨区離宮西町・離宮公園前交差点 - 神戸市須磨区離宮前町）
- 第二神明道路（名谷IC - 大蔵谷IC）

## 地理

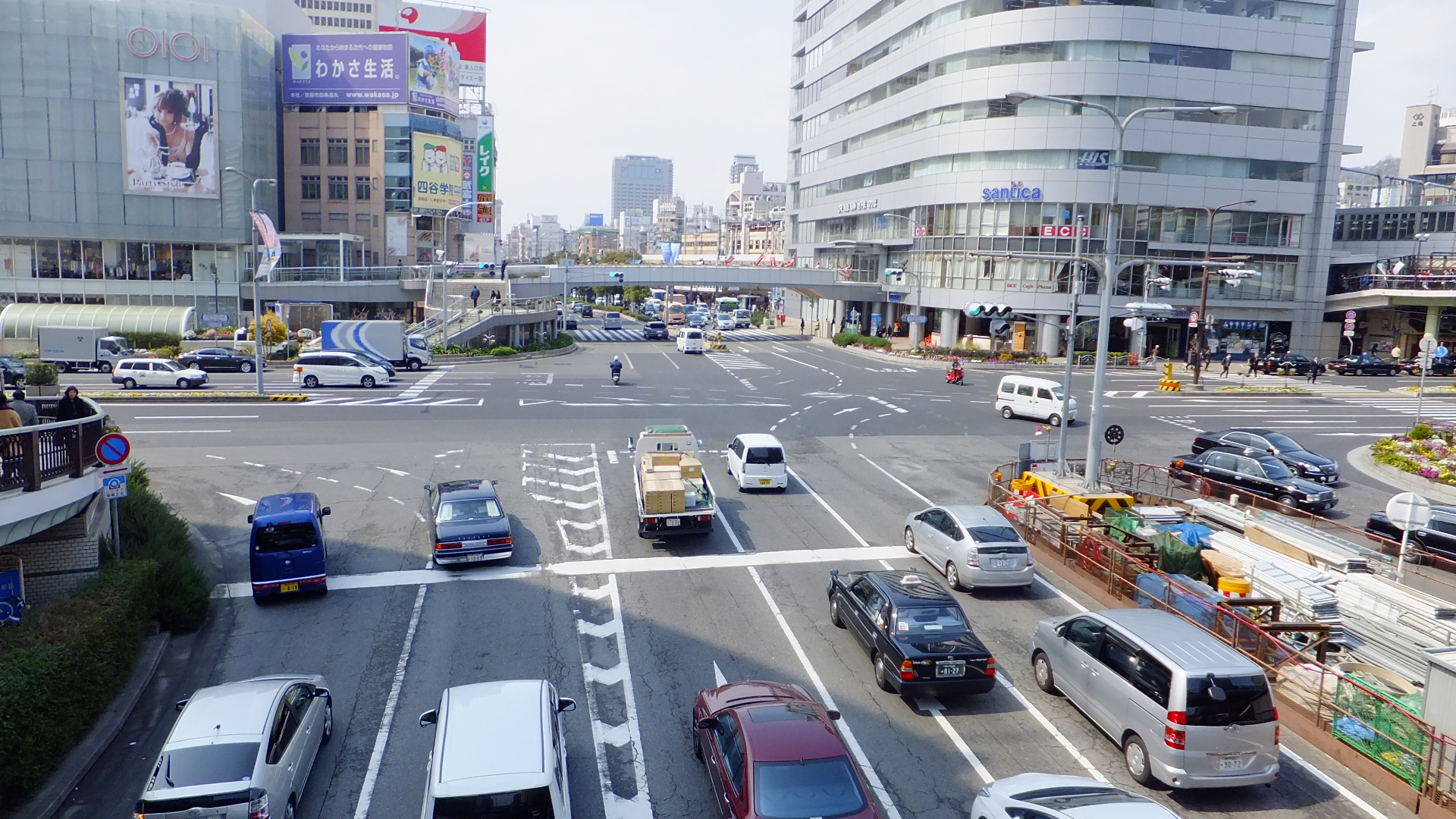
神戸市中央区雲井通8丁目

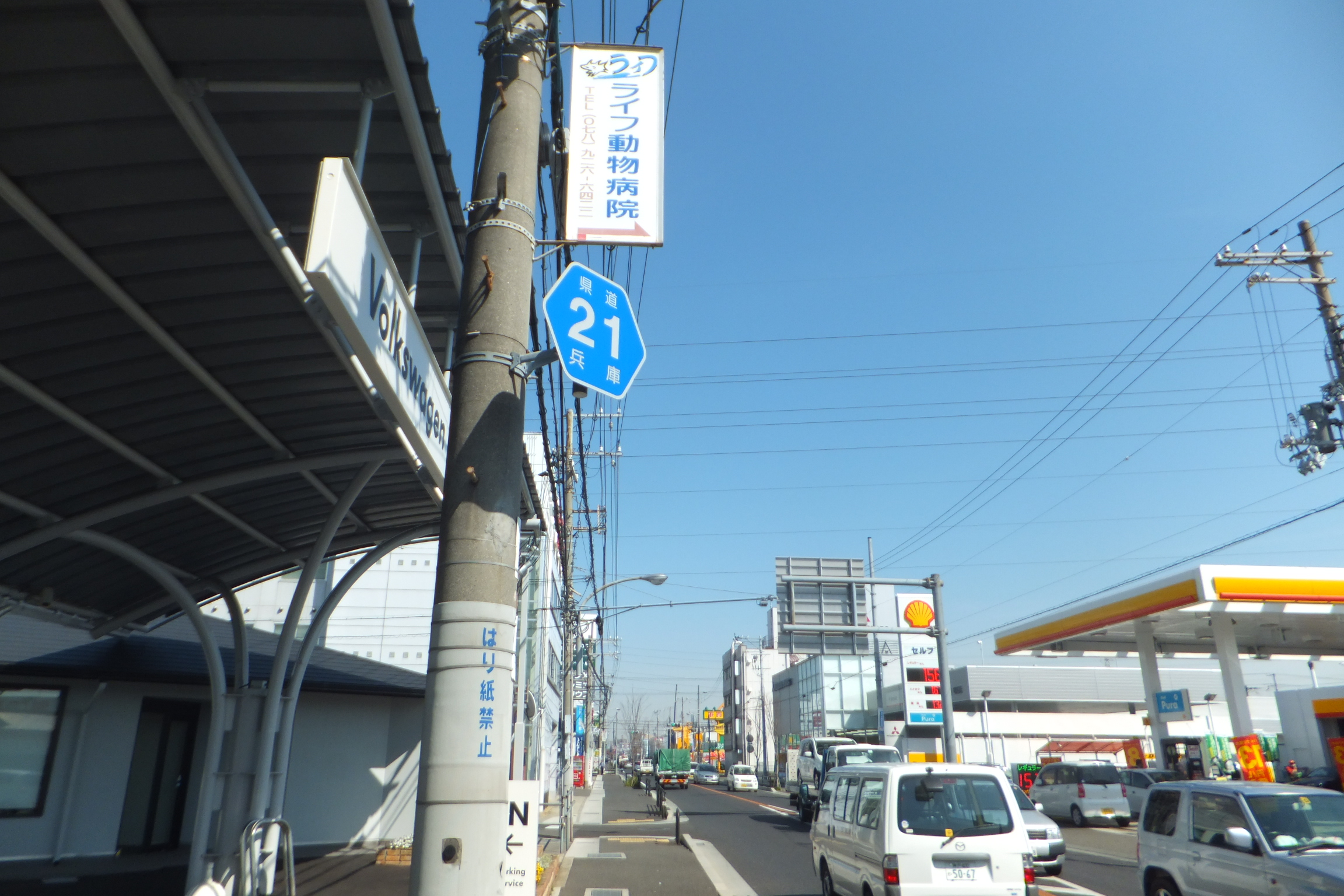
本道の標識
神戸市西区持子2丁目

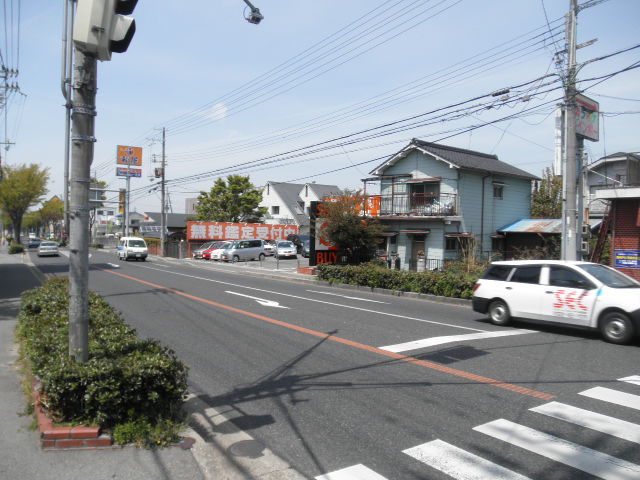
神戸市西区伊川谷町有瀬

### 通過する自治体
- 神戸市（中央区 - 兵庫区 - 長田区 - 須磨区 - 垂水区 - 西区）
- 明石市

### 交差する道路
- 国道2号（国道171号重複）（神戸市中央区小野柄通・三宮東交差点、起点）
- フラワーロード 兵庫県道30号新神戸停車場線（神戸市中央区小野柄通・三宮交差点）
- 国道28号（神戸市中央区多聞通）
- 国道428号（神戸市兵庫区西多聞通・有馬道交差点）
- 山手幹線
- 国道28号（神戸市長田区北町・長田交差点）
- 阪神高速道路神戸山手線神戸長田IC
- 兵庫県道22号神戸三木線（神戸市長田区御屋敷通）
- 神戸市主要地方道山麓線
- 兵庫県道65号神戸加古川姫路線（神戸市須磨区離宮西町・離宮公園前交差点）
- 第二神明道路 名谷IC
- 第二神明道路 大蔵谷IC
- 兵庫県道366号有瀬大蔵線（神戸市西区伊川谷町有瀬・伊川谷町有瀬交差点）
- 兵庫県道16号明石神戸宝塚線（神戸市西区伊川谷町潤和・白水橋交差点）
- 兵庫県道52号小部明石線（神戸市西区玉津町高津橋・高津橋交差点）
- 国道175号（国道427号重複）（神戸市西区森友・森友交差点）
- 国道2号・国道250号 明姫幹線（明石市小久保・小久保交差点、終点）

### 沿線にある施設など
- 須磨寺
- 須磨離宮公園